# Military Load Class
Military Load Class, MLC (STANAG 2010 & 2021), är ett sätt att klassa olika typer av fordon, vägar, broar och liknande. På detta sätt är det enkelt att hålla reda på vilka broar som går att passera med olika fordon utan risk. Klassningen anges tillsammans med ett siffervärde (Ex. MLC 70 och MLC 100) som grovt sett anger bärigheten i ton. Detta är dock inte riktigt sant, eftersom det är fråga om bärighet och inte om massa. Fordon kan således väga olika mycket och ändå ha samma MLC-klass beroende på om de har enkla hjul, boggieaxlar eller band. På samma sätt så kan en och samma bro ha olika MLC-klass beroende på exempelvis hastighetsbegränsning och om det är enkelriktad eller dubbelriktad trafik.